# Edna Adan Ismail
Edna Adan Ismail (ur. 8 września 1937 w Hargejsie) – somalilandzka polityczka. Pierwsza kobieta na stanowisku ministerskim oraz, jako żona Mohammeda Ibrahima Egala, pierwsza dama Somalilandu.

## Życiorys

### Młodość, edukacja i kariera zawodowa
Urodziła się w Hargejsie w Somali Brytyjskim. Jej ojciec był znanym lokalnym lekarzem.
W latach 50. kształciła się na pielęgniarkę i położną na Borough Polytechnic w Londynie. Została pierwszą kobietą z Somalilandu studiującą w Wielkiej Brytanii oraz pierwszą położną w kraju. Powróciła do kraju w 1967 roku, kiedy jej mąż, Mohammed Ibrahim Egal, został premierem Somalii. Gdy władzę w kraju, w wyniku zamachu stanu, przejął Mohammed Siad Barre, została uwięziona i zatrzymana w trwającym pół roku areszcie domowym. Po wypuszczeniu na wolność pracowała jako pielęgniarka i położna w szpitalu (1971–1976). W latach 1978–1984 przebywała w Omanie, gdzie jej mąż był ambasadorem Somalii. W latach 80. rozpoczęła budowę szpitalu w Mogadiszu. W latach 1987–1991 była oficerem regionalnym ds. zdrowia matki i dziecka w Światowej Organizacji Zdrowia (WHO). Była przedstawicielką WHO w Dżibuti w latach 1991–1997.

### Działalność polityczna
Jako żona Mohammeda Ibrahima Egala była pierwszą dama Somalilandu.
W 2002 roku została powołana na stanowisko ministra ds. spraw społecznych i rodziny. Została pierwszą kobietą na stanowisku ministerskim w Somalilandzie. Obowiązki ministerskie wykonywała z jednego z pięter swojego szpitala, które zostało zamienione na biuro i miejsce pracy urzędników. Od sierpnia 2003 do sierpnia 2006 pełniła funkcję ministra spraw zagranicznych kraju.

### Pozostała działalność
Uzyskała dyplom honoris causa z Clark University, Uniwersytetu Pensylwanii oraz swojej Alma Mater – London South Bank University (wcześniej: Borough Polytechnic). Angażuje się w sprawie zakazania okaleczania żeńskich narządów płciowych. Została pierwszą kobietą w kraju, która uzyskała prawo jazdy.
Była nominowana do Nagrody Sacharowa przyznawanej przez Parlament Europejski. W 2012 roku została oficerem Legii Honorowej. W 2023 roku została wyróżniona Nagrodą Templetona.

### Życie prywatne
Była żoną Mohammeda Ibrahima Egala – premiera, a później prezydenta Somalilandu w latach 1993–2002.